# Thesium kernerianum
Thesium kernerianum là một loài thực vật có hoa trong họ Santalaceae. Loài này được Simonk. miêu tả khoa học đầu tiên năm 1886.